# Paradança
Paradança is een plaats (freguesia) in de Portugese gemeente Mondim de Basto en telt 373 inwoners (2001).